# Yamina Maamar

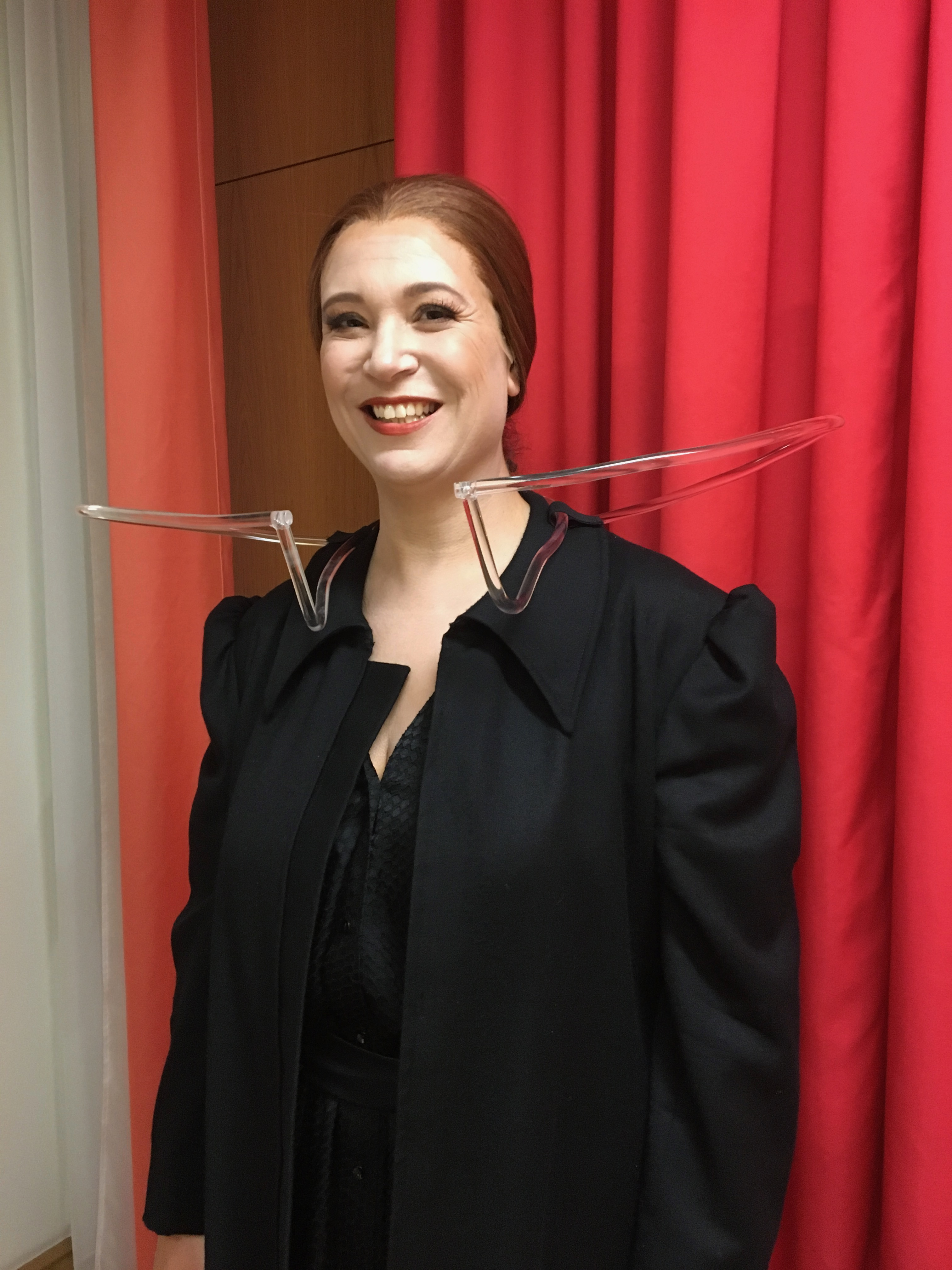
Yamina Maamar als Isolde (R. Wagner), Inszenierung von Heiner Müller

Yamina Maamar (* 20. Jahrhundert) ist eine deutsche Opern- und Konzertsängerin mit tunesischen Wurzeln. Seit 2019 hat sie eine Professur für Gesang an der Hochschule für Musik Carl Maria von Weber Dresden inne.

## Lebenslauf
Seit 2020 ergänzt sie ihr Repertoire als „Brünnhilde“ im „Ring des Nibelungen“ (R. Wagner) am Landestheater Niederbayern. Der Ring wird im April 2023 mit „Götterdämmerung“ komplettiert.
Yamina Maamar lehrte von 2012 bis 2019 regelmäßig Gesang an der Hochschule für Musik, Theater und Medien in Hannover und war Mitbegründerin und Leiterin der von 2012 bis 2019 stattfindenden Meisterkurs-Serie Internationale Opernakademie e. V., die seit der Corona-Pandemie pausiert. Sie gibt regelmäßig Meisterkurse im In- und Ausland und ist regelmäßiger Gast bei der Sächsischen Sängerakademie Torgau sowie der Opernakademie Schloss Henfenfeld.
Yamina Maamar war mehrfach Jurorin beim Internationalen Spohr-Wettbewerb Kassel, der im Frühherbst 2024 wieder stattfinden soll.

### Aufnahmen
- DVD Aufnahme Carl Orff: Oedipus der Tyrann
- CD-Aufnahme Franz Schreker: Der ferne Klang
- Yamina Maamar auf Soundcloud
- Yamina Maamar als Fidelio Leonore
- Yamina Maamar als Salome, Staatstheater Kassel
- Yamina Maamar als Kundry, Staatstheater Darmstadt

| Personendaten    | Personendaten                       |
| ---------------- | ----------------------------------- |
| NAME             | Maamar, Yamina                      |
| KURZBESCHREIBUNG | deutsche Opern- und Konzertsängerin |
| GEBURTSDATUM     | 20. Jahrhundert                     |